# 伊利诺伊中央铁路
伊利诺伊中央鐵路（Illinois Central Railroad），有時亦被稱作“中央美國鐵路”（Main Line of Mid-America）是美國中部地區的一個鐵路網。其主線聯結伊利诺伊州芝加哥和路易斯安那州新奧爾良，以及阿拉巴馬州莫比尔。其餘線路亦包括從芝加哥通往艾奧瓦州蘇城（1870年通車）。該線引出兩條主要支線，一條從艾奧瓦州道奇堡至內布拉斯加州奧馬哈（1899年通車），另一條從艾奧瓦州的切諾基至南達科他州蘇瀑市（1877年通車）。
伊利诺伊中央鐵路於1998年被加拿大國家鐵路收購。其系統得到保留，並繼續運營至今，為現加拿大國家鐵路南方分部。

## 歷史
伊利诺伊中央鐵路是美國早期的一家私營一級鐵路公司。可以追溯到19世紀上半葉，伊利诺伊州議會欲特許成立一家鐵路公司聯結南北伊利诺伊州。但此計劃並未實現。1850年，美國總統米勒德·菲尔莫尔簽署了一項鐵路公司贈地法案，伊利诺伊中央鐵路因此得以成立，並成為第一家接受贈地的鐵路公司。
1851年2月10日，經伊利诺伊州議會特許，伊利诺伊中央鐵路正式成立。參議院史蒂芬·道格拉斯和後來總統亞伯拉罕·林肯都曾為伊利诺伊中央鐵路工作，並做了不少遊說工作。道格拉斯擁有芝加哥伊利诺伊中央鐵路車站附近的土地，林肯曾是該鐵路的律師。1856年其線路基本完成後，是世界上最大的鐵路系統。其主線從伊利诺伊州南端開羅，西北至該州西北加利那。其支線從桑塔利亞（意為“中央城”，鐵路的中點），至當時蓬勃發展的芝加哥。在芝加哥市內，伊利诺伊中央鐵路路軌沿密歇根湖延伸，並通過一條堤道進入芝加哥市區。如今由於填湖造地，實際湖岸向東推進，現有線路全部位於陸地。
1867年起，伊利诺伊中央鐵路開始向外州發展。同年，路軌延伸至艾奧瓦州。1870至1880年代，線路向南方發展。伊利诺伊中央鐵路線路穿過密西西比州，最南端抵達路易斯安那州新奧爾良，東段抵達肯塔基州路易維爾。1880年代，北線鐵路抵達威斯康星州道奇維爾，南達科他州蘇瀑和內布拉斯加州奧馬哈。20世紀早期，線路仍有少量擴張。

## 命名列车
- 近郊电铁（Electric Suburban），后成为今天的Metra電鐵線。

## 外部連結
- Illinois Central Historical Society（页面存档备份，存于）
- Illinois Central Railroad On-Line（页面存档备份，存于）
- Illinois Central Resource Page
- The Illinois Central Railroad, "Main Line of Mid-America"（页面存档备份，存于）
- STB decision, docket number FD_33556_0 (granting CN control of the IC)
- Illinois Central Railroad Company Archives（页面存档备份，存于） at the Newberry Library
- Guide to the Illinois Central Gulf Railroad. Memorabilia, 1857–1971. 5197. Kheel Center for Labor-Management Documentation and Archives, Martin P. Catherwood Library, Cornell University.（页面存档备份，存于）
- Encyclopedia of Chicago "Illinois Central Railroad".（页面存档备份，存于）